# Okhotsk
Okhotsk (en russe : Охотск) est une commune urbaine du kraï de Khabarovsk, dans l'Extrême-Orient russe. Sa population s'élevait à 3 087 habitants en 2022.
Elle est desservie par l'aéroport d'Okhotsk.

## Géographie
Okhotsk est située au bord de la mer d'Okhotsk et à proximité de l'embouchure du fleuve Okhota (en russe : Охота). Okhotsk se trouve à 5 640 km à l'est de Moscou et à 1 330 km au nord-est de Khabarovsk.

## Histoire
Okhotsk fut le premier établissement à avoir été implanté par les Russes sur les rives de l'océan Pacifique. Les Cosaques s'installèrent en ce lieu en 1647 et s'en servirent comme lieu d'hivernage. En 1649 fut construit le fort de Kossoï Ostrojok. En 1717, Kozma Sokolov y construisit le premier navire et se rendit avec celui-ci au Kamtchatka. La route permettant de se rendre au Kamtchatka depuis Okhotsk devint très vite populaire et Okhotsk devint une cité portuaire en 1731. Le port d'Okhotsk servit de lieu d'embarquement à l'explorateur Vitus Béring pour deux de ses expéditions maritimes. Au cours de ces expéditions, il découvrit notamment le détroit de Béring et l'Alaska.
Au XIXe siècle, Okhotsk perdit de son importance en tant que place commerciale au profit de Petropavlovsk-Kamtchatski. Mais elle servit de base navale à la flotte militaire de Sibérie. En 1812, la ville fut déplacée sur un nouveau site, sur la rive opposée de l'Okhota. Durant l'ère soviétique, une importante usine de traitement du poisson y fut construite, mais celle-ci cessa de fonctionner à la fin des années 1980.

## Population
Recensements (*) ou estimations de la population:
| 1897* | 1959* | 1970* | 1979* | 1989* |
| ----- | ----- | ----- | ----- | ----- |
| 304   | 8 486 | 9 306 | 9 193 | 9 298 |

| 2002* | 2010* | 2012  | 2013  | 2014  |
| ----- | ----- | ----- | ----- | ----- |
| 5 738 | 4 215 | 4 022 | 3 898 | 3 776 |

| 2022  | - | - | - | - |
| ----- | - | - | - | - |
| 3 087 | - | - | - | - |

## Climat
Okhotsk bénéficie d'un climat subarctique quelque peu tempéré par les eaux de la mer d'Okhotsk. La neige se maintient au sol en moyenne 192 jours par an de la mi-octobre à début mai.
- Température record la plus froide : −45,7 °C (février 1891)
- Température record la plus chaude : 32,1 °C (août 1939)
- Nombre moyen de jours avec de la neige dans l'année : 85
- Nombre moyen de jours de pluie dans l'année : 80
- Nombre moyen de jours avec de l'orage dans l'année : 3
- Nombre moyen de jours avec du blizzard dans l'année : 20

| Mois                                  | jan.       | fév.       | mars       | avril      | mai       | juin      | jui.     | août      | sep.      | oct.       | nov.       | déc.       | année      |
| ------------------------------------- | ---------- | ---------- | ---------- | ---------- | --------- | --------- | -------- | --------- | --------- | ---------- | ---------- | ---------- | ---------- |
| Température minimale moyenne (°C)     | −22,7      | −22,2      | −17,8      | −8,2       | −0,2      | 5,7       | 10,6     | 10,6      | 4,9       | −4,6       | −15,3      | −21,4      | −6,7       |
| Température moyenne (°C)              | −19,9      | −18,5      | −12,1      | −3,8       | 2,6       | 8,1       | 12,9     | 13,7      | 8,9       | −1,2       | −12,7      | −19        | −3,4       |
| Température maximale moyenne (°C)     | −16,8      | −14,2      | −6,3       | 0,4        | 6,2       | 11,4      | 15,7     | 17,1      | 12,9      | 2,7        | −9,7       | −16,4      | 0,3        |
| Record de froid (°C) date du record   | −41,3 1895 | −45,7 1891 | −36,9 1912 | −29,2 1914 | −16 1894  | −2,6 1894 | 1,7 1896 | −0,1 1988 | −6,6 1976 | −27,5 1898 | −37,4 1951 | −37,7 1953 | −45,7 1891 |
| Record de chaleur (°C) date du record | 5,5 1929   | 2 2014     | 6,4 2009   | 16 1979    | 26,2 1944 | 31,3 1933 | 31 2015  | 32,1 1939 | 24,8 1986 | 15,7 1943  | 6,2 2006   | 2,8 2010   | 32,1 1939  |
| Ensoleillement (h)                    | 86,8       | 146,9      | 241,8      | 231        | 195,3     | 201       | 179,8    | 182,9     | 171       | 158,1      | 108        | 52,7       | 1 955,3    |
| Précipitations (mm)                   | 15         | 7          | 16         | 24         | 40        | 55        | 85       | 94        | 92        | 66         | 32         | 14         | 540        |
| dont neige (cm)                       | 24         | 27         | 29         | 20         | 2         | 0         | 0        | 0         | 0         | 4          | 14         | 21         | 141        |
| Nombre de jours avec précipitations   | 0,1        | 0,2        | 0,3        | 2          | 11        | 16        | 18       | 15        | 16        | 7          | 1          | 0,2        | 87         |
| Humidité relative (%)                 | 63         | 63         | 68         | 77         | 84        | 88        | 89       | 86        | 60        | 70         | 66         | 63         | 75         |
| Nombre de jours avec neige            | 9          | 9          | 11         | 13         | 10        | 0,4       | 0        | 0         | 0,3       | 9          | 11         | 8          | 81         |
| Nombre de jours d'orage               | 0          | 0          | 0          | 0          | 0,1       | 1         | 1        | 0         | 0,1       | 0          | 0          | 0          | 2          |
| Nombre de jours avec brouillard       | 0,03       | 0,03       | 1          | 3          | 6         | 9         | 6        | 5         | 3         | 0,3        | 0,03       | 0,1        | 33         |

| Diagramme climatique                                  |             |             |           |           |           |            |            |           |           |             |              |
| J                                                     | F           | M           | A         | M         | J         | J          | A          | S         | O         | N           | D            |
| −16,8−22,715                                          | −14,2−22,27 | −6,3−17,816 | 0,4−8,224 | 6,2−0,240 | 11,45,755 | 15,710,685 | 17,110,694 | 12,94,992 | 2,7−4,666 | −9,7−15,332 | −16,4−21,414 |
| Moyennes : • Temp. maxi et mini °C • Précipitation mm |             |             |           |           |           |            |            |           |           |             |              |